# Grafschaft Schaumburg-Lippe
Die Grafschaft Schaumburg-Lippe war ein seit 1640/1647 bis 1806 bestehendes Territorium im Heiligen Römischen Reich im Niederrheinisch-Westfälischen Reichskreis. Es lag im Gebiet des heutigen Niedersachsen und Nordrhein-Westfalen, zwischen der Stadt Hannover und Westfalen. 
Der Name bezieht sich auf die Schaumburg im Wesergebirge (heute Rinteln) und die Grafen von Lippe, die seit 1647 mit einer Nebenlinie die Herrscher der neu gebildeten Grafschaft „lippischen Anteils“ stellten, das Haus Schaumburg-Lippe. Die Hauptstadt war Bückeburg, zweites Zentrum Stadthagen. Das kleine Territorium erhielt als spätbarocker Modellstaat im 18. Jahrhundert eine gewisse Bedeutung. Sein Konzept einer autarken Landesverteidigung wird noch heute in der Inselfestung und Militärschule Wilhelmstein deutlich.

## Geographie, Verwaltungsgliederung und Bevölkerung
Die Grafschaft lag 1648 östlich des brandenburgischen Fürstentums Minden, südlich des Herzogtums Braunschweig-Lüneburg und westlich der ebenfalls ehemaligen schaumburgischen Besitzung der Landgrafschaft Hessen-Kassel.
Die schaumburgischen Ämter Blomberg, Bückeburg, Stadthagen, Arensburg, Hagenburg, Schieder, Steinhude und Teile von Sachsenhagen vereinten die lippischen Ämter Lipperode und Alverdissen zur neuen Grafschaft. 1748 wurde das Amt Blomberg an die Grafschaft Lippe-Detmold abgetreten. 1777 ging das Amt Schieder ebenfalls an Lippe-Detmold. 1766 zählte der 340,2 km² große Staat 17.000 Einwohner.

## Geschichte
Schaumburg-Lippe entstand 1647 durch die Aufteilung der Grafschaft Schaumburg zwischen dem Haus Braunschweig-Lüneburg, den Landgrafen von Hessen-Kassel und den Grafen zur Lippe. Am 14. November 1640 verstarb mit dem jungen und kinderlosen Grafen Otto V. der letzte männliche Vertreter seines Geschlechts. Sein Erbe wurde in den Folgejahren aufgeteilt. In mehreren Verträgen wurde die Teilung 1647 festgelegt und im Oktober 1648 im Westfälischen Frieden bestätigt. Als Ergebnis dieser Teilung gab es ab 1647 eine mit der Landgrafschaft Hessen-Kassel durch Personalunion verbundene Grafschaft Schaumburg (hessischen Anteils) und die Grafschaft Schaumburg (lippischen Anteils), in der eine Nebenlinie des lippischen Grafenhauses regierte, begründet von Graf Philipp I. von Lippe-Alverdissen. Dieser Teil wurde später meist als Schaumburg-Lippe bezeichnet.
Die Existenz des kleinen Territoriums Schaumburg-Lippe war von Beginn an schwierig. Zunächst wurden wichtige Einrichtungen gemeinsam mit dem hessen-kasselschen Teil, der Grafschaft Schaumburg, weiter genutzt, wie (nur kurzfristig) die Landstände der Grafschaft Schaumburg, vor allem aber der ertragreiche Bergbau (Samtbergbau) der Bückeberge. Da zudem die Landgrafen von Hessen-Kassel weiterhin Lehnsherren der Bückeburger blieben, war die territoriale Unabhängigkeit immer gefährdet. Als Folge dieser Gefährdung entwickelte  Graf Wilhelm (reg. 1748–1777) seine spezifische Form der Landesverteidigung mit einem zwar in absoluten Zahlen kleinen, für das Land aber großem stehenden Heer von bis zu 1.000 Mann. Außerdem baute er den Wilhelmstein und das Wilhelmsteiner Feld. Zuvor hatte sein Großvater Graf Friedrich Christian durch eine eigenwillige Politik die Existenz der Grafschaft in Frage gestellt.
Wilhelm hinterließ zwar eine Armee, aber auch viele Schulden, die seinen Nachfolger Philipp Ernst in eine tiefe innenpolitische Krise stürzten. Nach dessen Tod erhob Hessen-Kassel Erbansprüche und besetzte 1787 im Bückeburger Streit das Land, konnte aber durch hannoversches und preußisches Eingreifen zum Rückzug gezwungen werden. Anschließend wurde für den noch jungen Erbgrafen Georg Wilhelm ein Vormund eingesetzt, der zusammen mit dessen Mutter Juliane die Regentschaft ausübte.
1789 hatte das Reichskammergericht den schwelenden Gebietskonflikt mit Lippe-Detmold zu lösen versucht, in dem es die Hoheitsrechte für das Amt Schieder vollständig Detmold zusprach und für die Ämter Alverdissen und Blomberg vorerst offen ließ.

## Erhöhung zum Fürstentum 1807
Nachdem Graf Georg Wilhelm (1784–1860) 1807 die Regierung übernommen hatte, trat er am 18. April 1807 gemeinsam mit dem Fürstentum Lippe-Detmold dem Rheinbund bei. Dem gemeinsamen Beitrittsvertrag mit Napoleon Bonaparte und Fürstin Pauline aus Detmold waren Verhandlungen zwischen dem französischen Außenminister Talleyrand und dem herzoglich nassauischen Staatsminister Hans Christoph Ernst von Gagern als Bevollmächtigtem der Lipper und Schaumburg-Lipper vorausgegangen. Im Akzessionsvertrag vom April 1807 werden die „beiden Grafen zur Lippe“ (wie Napoleon sie noch im Dezember 1806 in einem Brief an Talleyrand genannt hatte) als Fürsten bezeichnet, was allerdings nur auf den zur Lippe (der seit 1789 Reichsfürst war) zutraf, während der zu Schaumburg-Lippe noch immer Graf war, sich nun aber sogleich ebenfalls Fürst nannte. In der Bekanntmachung des Beitritts zum Rheinbund vom 28. Mai 1807 verkündete er ausdrücklich die Erhebung seiner Grafschaft zum Fürstentum Schaumburg-Lippe. Georg Wilhelm nahm den Fürstentitel zwar grundsätzlich gerne, allerdings nur widerwillig von Gnaden Napoleons, einem gebürtigen Kleinadligen, an. In den folgenden Monaten befürchtete der junge Fürst aber weiterhin eine Mediatisierung, für die eine Fürstenerhebung oft der Trostpreis war, bis zum August 1807, als das Königreich Westphalen gegründet wurde, das Schaumburg-Lippe zwar ganz und gar umschloss, es jedoch bestehen ließ.
Artikel 34 der Rheinbundakte verlangte von den Mitgliedern den Verzicht auf Ansprüche in den Hoheitsgebieten anderer Regenten. Gleichwohl dauerte der Gebietskonflikt mit Lippe-Detmold weiterhin an. Ein vorläufiger Höhepunkt war im Frühjahr 1812 erreicht, als Fürstin Pauline die strittigen Ämter militärisch besetzen und die schaumburg-lippischen Verwaltungsbeamten verhaften ließ. Schließlich lenkte Georg Wilhelm vorbehaltlich einer späteren schiedsgerichtlichen Einigung ein.
1815 trat das Fürstentum dem Deutschen Bund bei und wurde nach 1871 ein Bundesstaat des Deutschen Reiches.

## Grafen
- 1647–1681: Philipp (1601–1681)
- 1681–1728: Friedrich Christian (1655–1728)
- 1728–1748: Albrecht Wolfgang (1699–1748)
- 1748–1777: Wilhelm (1724–1777)
- 1777–1787: Philipp Ernst (1723–1787)
- 1787–1807: Georg Wilhelm (unter Vormundschaft seiner Mutter Juliane Landgräfin von Hessen-Philippsthal und Graf Ludwig von Wallmoden-Gimborn)

## Wirtschaft
Schaumburg-Lippe hatte eine stark differenzierte Wirtschaftsstruktur. Bis in das 19. Jahrhundert bildete die Landwirtschaft eine wichtige Basis, wobei vor allem der Ackerbau vergleichsweise ertragreich war. Daneben war die Leinenweberei besonders in den nördlichen Gemeinden von Bedeutung. Das Leinen wurde besonders in die Niederlande, aber auch nach Skandinavien exportiert. Im 18. Jahrhundert bildete Wanderarbeit („Hollandgang“) eine weitere wichtige Erwerbsquelle für die ländlichen Unterschichten.
Seit dem späten Mittelalter wurde in den Bückebergen Steinkohle abgebaut. Nach der Teilung der Grafschaft erfolgte der Abbau gemeinsam mit der Landgrafschaft Hessen-Kassel („Samtbergbau“); die Einkünfte wurden zwischen den Eigentümern geteilt.